# Erioptera distinguenda
Erioptera distinguenda là một loài ruồi trong họ Limoniidae. Chúng phân bố ở miền Cổ bắc.